# Sant Pere i Sant Feliu de Gallifa
Sant Pere i Sant Feliu de Gallifa és una església romànica del municipi de Gallifa (Vallès Occidental) inclosa en l'Inventari del Patrimoni Arquitectònic de Catalunya. És de la segona meitat del segle xi, d'una sola nau i absis trilobulat amb decoració de tipus llombard.

## Història
L'església apareix documentada per primera vegada l'any 1060. Fou consagrada entre 1140 i 1180, en temps que Bernat de Rocafort era senyor de Gallifa, on en el seu testament sacramental, va deixar a l'església de Sant Feliu de Gallifa el dia de la seva consagració "dos masos i una illa de terra i també el delme de dos molins per fer cremar cada any una llàntia en la dita església durant la quaresma" (12 de juliol de 1184). Actualment és la parròquia la que centra la vida religiosa de la disseminada població de Gallifa. A uns cinc minuts de distància hi té la rectoria amb el campanar.